# Motociklistična Velika nagrada San Marina
Motociklistična Velika nagrada San Marina je motociklistična dirka svetovnega prvenstva, ki je potekala s presledki med sezonama 1981 in 1993, v sezoni 2007 pa se vrača na koledar motociklističnega prvenstva. Kljub svojemu imenu je do sedaj vedno potekala v Italiji.

## Zmagovalci
| Sezona | Dirkališče | 50 cm3/80 cm3      | 125 cm3/Moto3       | 250 cm3/Moto2       | 500 cm3/MotoGP    | Poročilo |
| ------ | ---------- | ------------------ | ------------------- | ------------------- | ----------------- | -------- |
| 2022   | Misano     |                    | Dennis Foggia       | Alonso López        | Francesco Bagnaia | Poročilo |
| 2021   | Misano     |                    | Dennis Foggia       | Raúl Fernández      | Francesco Bagnaia | Poročilo |
| 2020   | Misano     |                    | John McPhee         | Luca Marini         | Franco Morbidelli | Poročilo |
| 2019   | Misano     |                    | Tacuki Suzuki       | Augusto Fernández   | Marc Márquez      | Poročilo |
| 2018   | Misano     |                    | Lorenzo Dalla Porta | Francesco Bagnaia   | Andrea Dovizioso  | Poročilo |
| 2017   | Misano     |                    | Romano Fenati       | Thomas Lüthi        | Marc Márquez      | Poročilo |
| 2016   | Misano     |                    | Brad Binder         | Lorenzo Baldassarri | Dani Pedrosa      | Poročilo |
| 2015   | Misano     |                    | Enea Bastianini     | Johann Zarco        | Marc Márquez      | Poročilo |
| 2014   | Misano     |                    | Álex Rins           | Esteve Rabat        | Valentino Rossi   | Poročilo |
| 2013   | Misano     |                    | Álex Rins           | Pol Espargaró       | Jorge Lorenzo     | Poročilo |
| 2012   | Misano     |                    | Sandro Cortese      | Marc Márquez        | Jorge Lorenzo     | Poročilo |
| 2011   | Misano     |                    | Nicolás Terol       | Marc Márquez        | Jorge Lorenzo     | Poročilo |
| 2010   | Misano     |                    | Marc Márquez        | Toni Elías          | Dani Pedrosa      | Poročilo |
| 2009   | Misano     |                    | Julián Simón        | Héctor Barberá      | Valentino Rossi   | Poročilo |
| 2008   | Misano     |                    | Gábor Talmácsi      | Álvaro Bautista     | Valentino Rossi   | Poročilo |
| 2007   | Misano     |                    | Mattia Pasini       | Jorge Lorenzo       | Casey Stoner      | Poročilo |
| 1993   | Mugello    |                    | Dirk Raudies        | Loris Capirossi     | Michael Doohan    | Poročilo |
| 1991   | Mugello    |                    | Peter Öttl          | Luca Cadalora       | Wayne Rainey      | Poročilo |
| 1987   | Misano     | Manuel Herreros    | Fausto Gresini      | Loris Reggiani      | Randy Mamola      | Poročilo |
| 1986   | Misano     | Pier Paolo Bianchi | August Auinger      | Tadahiko Taira      | Eddie Lawson      | Poročilo |
| 1985   | Misano     | Jorge Martínez     | Fausto Gresini      | Carlos Lavado       | Eddie Lawson      | Poročilo |
| 1984   | Mugello    | Gerhard Waibel     | Maurizio Vitali     | Manfred Herweh      | Randy Mamola      | Poročilo |
| 1983   | Imola      | Ricardo Tormo      | Maurizio Vitali     |                     | Kenny Roberts     | Poročilo |
| 1982   | Mugello    | Eugenio Lazzarini  |                     | Anton Mang          | Freddie Spencer   | Poročilo |
| 1981   | Imola      | Ricardo Tormo      | Loris Reggiani      | Anton Mang          | Marco Lucchinelli | Poročilo |